# Februar 2016
Portal Geschichte | Portal Biografien | Aktuelle Ereignisse | Jahreskalender | Tagesartikel

◄ |
20. Jahrhundert |
21. Jahrhundert

◄ |
1980er |
1990er |
2000er |
2010er
| 2020er | 2030er | 2040er

◄ |
2012 |
2013 |
2014 |
2015 |
2016
| 2017 | 2018 | 2019 | 2020 | ►

◄ |
November 2015 |
Dezember 2015 |
Januar 2016 |
Februar 2016 |
März 2016 |
April 2016 |
Mai 2016 |
►
Dieser Artikel behandelt tagesbezogene Nachrichten und Ereignisse im Februar 2016.

## Tagesgeschehen

### Montag, 1. Februar 2016
- Des Moines/Vereinigte Staaten: Mit der Abstimmung in Iowa beginnen die Vorwahlen zur Präsidentschaftswahl in den Vereinigten Staaten.[1]
- Genf/Schweiz: Die Weltgesundheitsorganisation (WHO) erklärt die sich vor allem in Brasilien immer weiter ausbreitende Zika-Virus-Epidemie zum internationalen Notfall. Dadurch soll die internationale Zusammenarbeit zur Bekämpfung des Virus besser organisiert und koordiniert werden können.[2]
- London/Vereinigtes Königreich: Die britische Human Fertilisation and Embryology Authority (HFEA) erlaubt zum ersten Mal Genversuche an menschlichen Embryonen. Die Versuche sollen einzig Forschungszwecken dienen und beispielsweise Einblicke in die frühe menschliche Entwicklung liefern. Zur Forschung dürfen nur nicht lebensfähige Embryonen verwendet werden.[3]

### Dienstag, 2. Februar 2016
- Jawhar/Somalia: Während des Daallo-Airlines-Fluges 159 vom Aden Adde International Airport in Mogadischu zum Ambouli International Airport kommt es im Luftraum der somalischen Provinz Shabeellaha Dhexe zu einer Explosion, bei der eine Person getötet und zwei weitere Reisende verletzt werden. Der Kapitän des Flugzeugs kann dieses nach einer Rückkehr zum Startflughafen notlanden. Im Nachhinein wird bekannt, dass es sich bei dem einzigen Toten um einen Selbstmordattentäter und mutmaßlichen al-Schabaab-Anhänger handelt.[4][5]
- London/Vereinigtes Königreich: Um einen möglichen Austritt Großbritanniens aus der Europäischen Union zu vermeiden, einigen sich EU-Ratspräsident Donald Tusk und der britische Premierminister David Cameron auf eine Liste von Reformen, mit denen der britischen Regierung spezielle Befugnisse und Sonderregelungen innerhalb der Europäischen Union zugestanden werden sollen. Über die von Tusk gemachten Vorschläge soll zudem beim EU-Gipfel am 18. und 19. Februar in Brüssel verhandelt werden.[6]

### Mittwoch, 3. Februar 2016
- Genf/Schweiz: Die nur fünf Tage zuvor begonnenen Friedensgespräche zur Findung einer friedlichen Lösung im Syrien-Konflikt werden wegen „noch zu erledigender Arbeit“ unterbrochen und bis zum 25. Februar vertagt.[7]
- Greifswald/Deutschland: Mit der Erzeugung des ersten Wasserstoff-Plasmas nimmt die Fusionsanlage Wendelstein 7-X des Max-Planck-Instituts für Plasmaphysik (IPP) ihren wissenschaftlichen Experimentierbetrieb auf. Mithilfe der Anlage des Stellarator-Typs soll unter anderem die prinzipielle Kraftwerkstauglichkeit von Kernfusionsreaktoren untersucht und demonstriert werden.[8][9]

### Donnerstag, 4. Februar 2016
- Auckland/Neuseeland: Regierungsvertreter aus Australien, Brunei, Chile, Japan, Kanada, Malaysia, Mexiko, Neuseeland, Peru, Singapur, den Vereinigten Staaten und Vietnam unterzeichnen das Abkommen zur Transpazifischen Partnerschaft (TPP), mit dem Zölle sowie Handelsbarrieren zwischen den Vertragspartnern gelockert beziehungsweise abgeschafft werden sollen. Tausende Globalisierungsgegner demonstrieren gegen die Unterzeichnungen.[10][11]
- Ouarzazate/Marokko: Mit der Eröffnung von Noor I geht die erste von vier Teilanlagen des Sonnenwärmekraftwerks Ouarzazate in Betrieb, das mit einer geplanten Gesamtleistung von 580 Megawatt das größte Kraftwerk seiner Art werden soll.[12]
- Wismar/Deutschland: Die German Pellets GmbH, der weltweit größte Produzent und Händler von Holzpellets, meldet beim Amtsgericht Schwerin Insolvenz an, wobei das Gericht die beantragte Eigenverwaltung ablehnt.[13]

### Freitag, 5. Februar

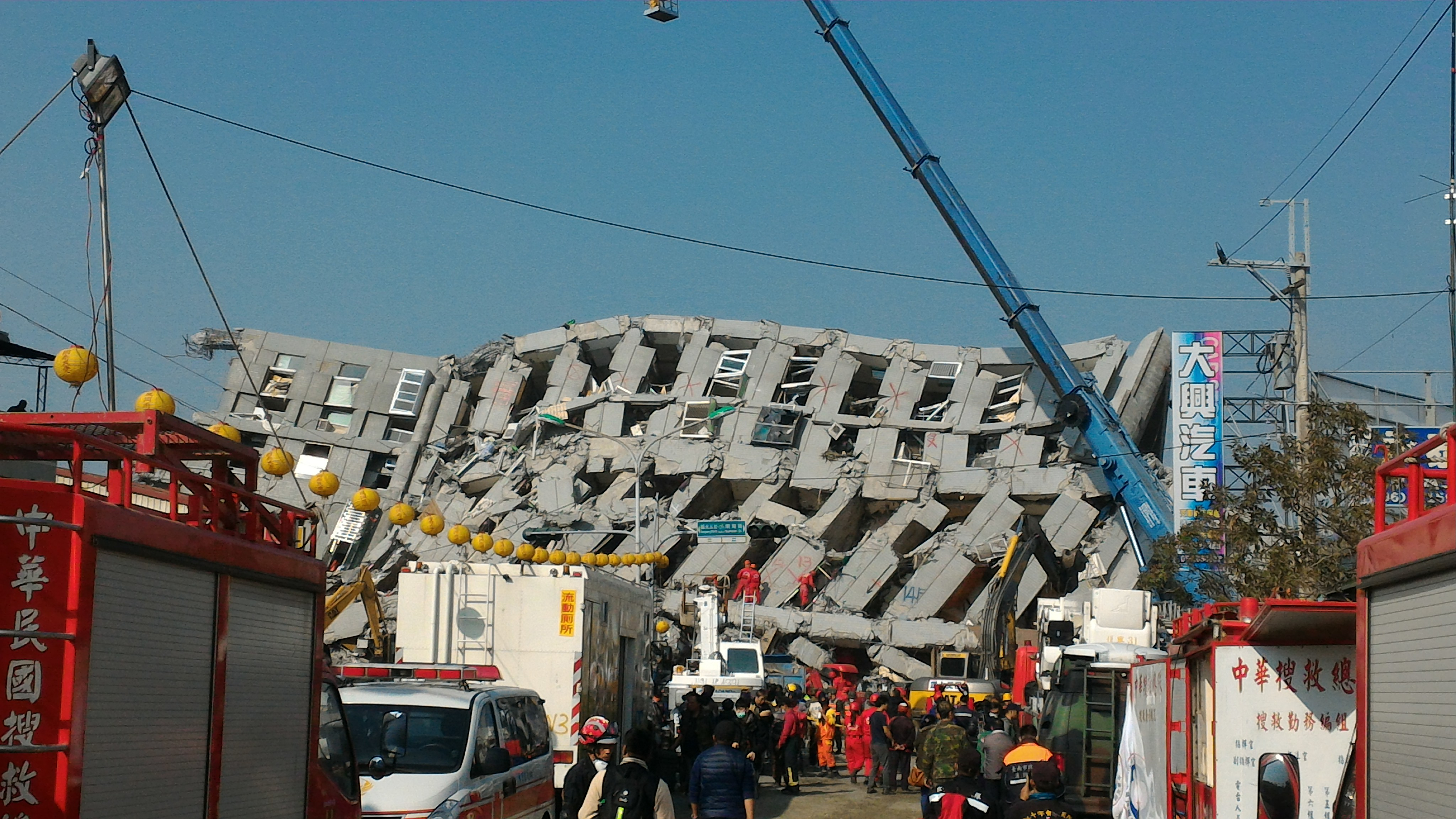
Zerstörtes Gebäude in Kaohsiung

- Frankfurt am Main/Deutschland: Nach heftiger Kritik veröffentlicht die Europäische Zentralbank (EZB) das zunächst als vertraulich geltende Agreement on Net Financial Assets (ANFA), das den nationalen Zentralbanken des Eurosystems erlaubt, Anleihen des eigenen Staates aufzukaufen.[14]
- Harare/Simbabwe: Wegen anhaltender Dürre und einer drohenden Hungersnot ruft die Regierung unter Präsident Robert Mugabe den Notstand für die besonders betroffenen ländlichen Gebiete aus. Mehr als 2,4 Millionen Menschen sollen bereits unter Lebensmittelknappheit leiden.[15]
- Kaohsiung/Taiwan: Bei einem Erdbeben der Stärke 6,4 auf der Momenten-Magnituden-Skala, das besonders den Süden des Inselstaates erschüttert, kommen 116 Menschen ums Leben. Mehr als 500 weitere Personen erleiden größtenteils leichte Verletzungen.[16]

### Samstag, 6. Februar
- Hamburg/Deutschland: Dunja Hayali wird für die beste TV-Informationssendung mit der Goldenen Kamera ausgezeichnet. In der Dankesrede äußert sie sich zum Anstieg der Hasskriminalität in Deutschland: „Journalisten werden auf der Straße angegriffen, glaubt eigentlich jemand, dass das etwas bringt?“[17]
- Washington, D.C./Vereinigte Staaten: Das US-Verteidigungsministerium gibt nach einem Rechtsstreit mit der Bürgerrechtsorganisation American Civil Liberties Union (ACLU) 198 von über 1900 Fotos frei, die von US-Soldaten misshandelte Häftlinge im Irak und in Afghanistan im Zeitraum von 2004 bis 2006 zeigen. Elf US-Soldaten wurden wegen dieser Gewalttaten bisher verurteilt.[18]

### Sonntag, 7. Februar
- Algier/Algerien: Das algerische Parlament stimmt einer umfassenden Verfassungsreform zu, die unter anderem die Aufnahme der Presse- und Versammlungsfreiheit in die Verfassung, eine Begrenzung der Amtszeit des Staatspräsidenten und die Aufwertung des Kabylischen zur offiziellen Landessprache vorsieht.[19]
- Port-au-Prince/Haiti: Präsident Michel Martelly legt sein Amt ohne einen gewählten Nachfolger nieder. Seit Dezember 2015 wurden bereits zwei angesetzte Stichwahlen um das Präsidentenamt wegen Manipulationsvorwürfen abgesagt.[20]
- Santa Clara/Vereinigte Staaten: Mit einem 24:10-Sieg gegen die Carolina Panthers gewinnen die Denver Broncos den Super Bowl 50 (Super Bowl L).[21]
- Sohae/Nordkorea: Eine modifizierte Unha-3-Rakete bringt den Erdbeobachtungssatelliten Kwangmyŏngsŏng-4 (Leuchtender Stern 4) erfolgreich auf eine Erdumlaufbahn. Japan, Südkorea und die Vereinigten Staaten befürchten durch die fortschreitende Entwicklung der Langstreckenraketen in Nordkorea, dass diese als Interkontinentalraketen auch mit einem Nuklearsprengkopf ausgestattet werden könnten. Der Sicherheitsrat der Vereinten Nationen kommt erneut zu einer Dringlichkeitssitzung zusammen.[22]
- Tunis/Tunesien: Eine 200 Kilometer lange Grenzbefestigung zwischen Ras Ajdir und Dahibah wird fertiggestellt. Die aus Sandwällen und Wassergräben bestehende Anlage soll Terroristen und Schmuggler daran hindern, die Grenze aus Libyen kommend zu überqueren. Nach Angaben der staatlichen Nachrichtenagentur Tunis Afrique Presse (TAP) ist eine weitere elektronische Aufrüstung mithilfe deutscher und US-amerikanischer Militärtechniker geplant.[23]

### Montag, 8. Februar

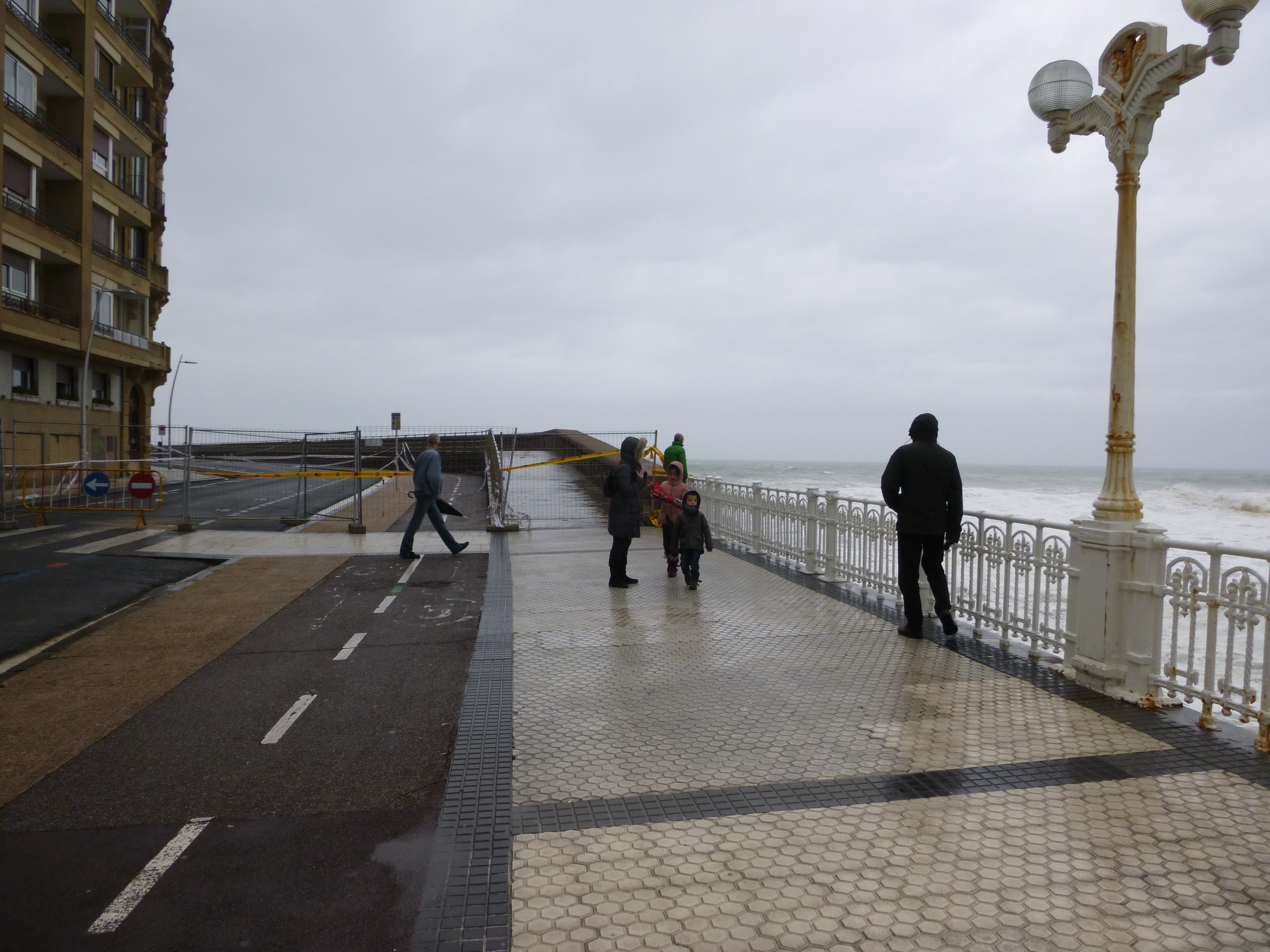
Sturmtief Ruzica, Westeuropa

- Cizre/Türkei: Nach Angaben des staatlichen Fernsehsenders TRT kommen bei Gefechten zwischen türkischen Streitkräften und Kämpfern der PKK bis zu 60 Menschen ums Leben. Die prokurdische HDP bezeichnet die Tat als „Massaker“ an Zivilisten.[24]
- Mainz/Deutschland: Der Mainzer Carneval-Verein (MCV) sagt den Mainzer Rosenmontagszug aufgrund des Sturmtiefs Ruzica ab.[25]
- Ottawa/Kanada: Premierminister Justin Trudeau (Lib) gibt bekannt, die im Rahmen der Operation Impact durch die Royal Canadian Air Force durchgeführten Luftangriffe gegen Stellungen des Islamischen Staates (IS) zum 22. Februar 2016 einzustellen.[26]

### Dienstag, 9. Februar

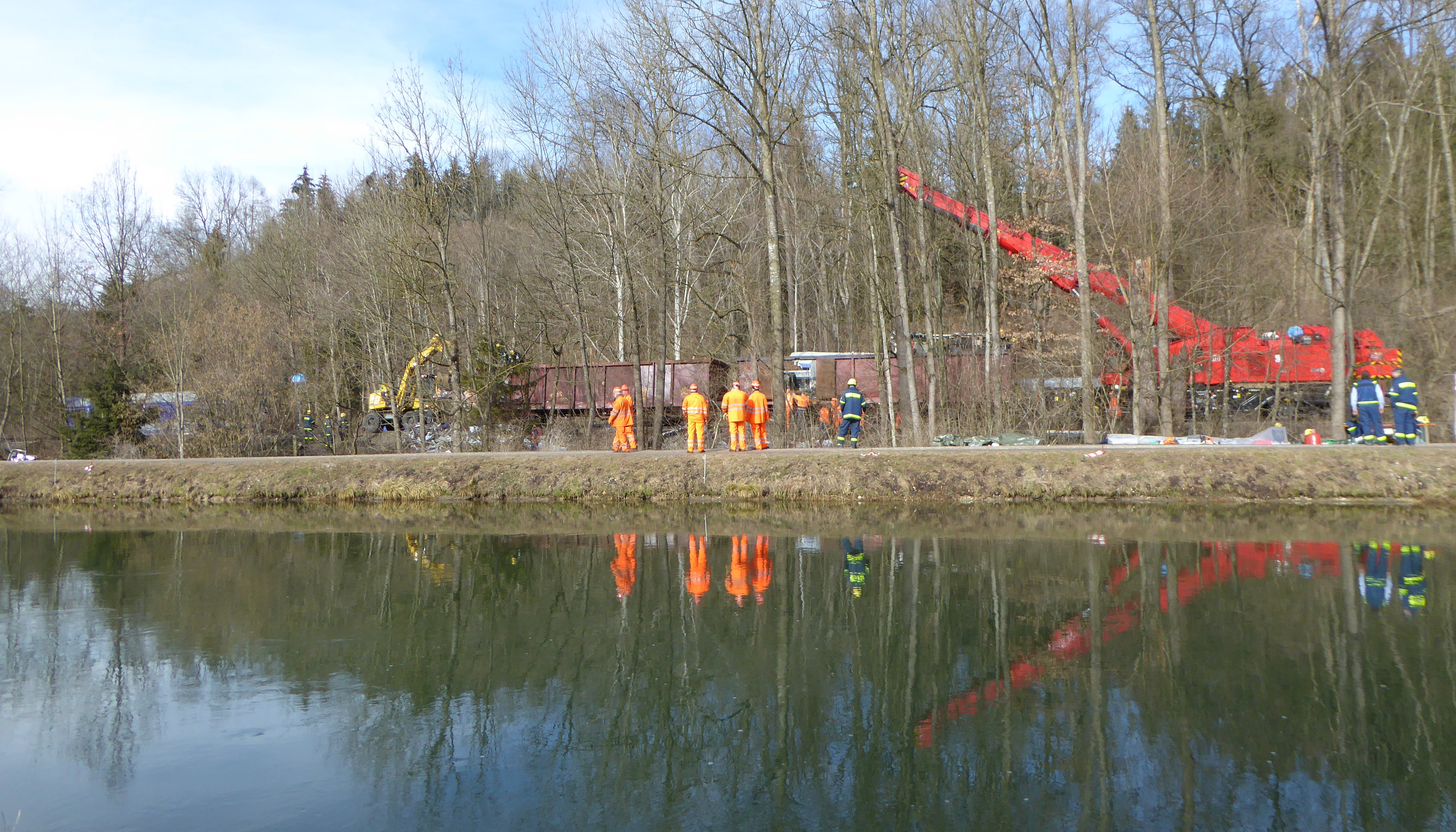
Bergung der Wagen am Mangfallkanal bei Kolbermoor

- Bad Aibling/Deutschland: Bei einem Frontalzusammenstoß zweier Meridian-Züge der Bayerischen Oberlandbahn sterben elf Menschen, 80 weitere werden zum Teil schwer verletzt. Die Ermittler gehen von einem menschlichen Fehler aus.[27]
- Washington, D.C./Vereinigte Staaten: Der Direktor der United States Intelligence Community (IC), James R. Clapper, gibt die mutmaßliche Wiederaufnahme der Plutonium-Produktion in der nordkoreanischen Kerntechnik-Anlage Nyŏngbyŏn bekannt. Der ostasiatische Staat könne bei hinreichend langer Betreibung des Hauptreaktors nach nur wenigen Wochen waffenfähiges und somit zum Einsatz in Kernwaffen geeignetes Plutonium herstellen.[28][29]
- Washington, D.C./Vereinigte Staaten: Der Oberste Gerichtshof der Vereinigten Staaten gibt bekannt, dass die von US-Präsident Barack Obama vorgesehenen Klimaschutzpläne zur Eindämmung der CO2-Emissionen durch US-amerikanische Kraftwerke vorerst nicht umgesetzt werden müssen. Grund für den Beschluss seien offene Klagen gegen die Pläne, die noch auf ihre Rechtmäßigkeit überprüft werden müssten.[30]

### Mittwoch, 10. Februar
- Brüssel/Belgien: Als Reaktion auf Russlands Eingreifen in den Russisch-Ukrainischen Krieg als auch dessen „bedrohliche“ Außenpolitik beschließen die Verteidigungsminister der NATO-Bündnispartner bei einem Treffen, die militärische Präsenz eigener Truppen an der Grenze zu Russland sowie im östlichen NATO-Gebiet massiv auszubauen. Bis zu jeweils 1000 Soldaten sollen danach in Bulgarien, Estland, Lettland, Litauen, Polen und Rumänien stationiert, zusätzliches militärisches Material eingelagert und die regionale Infrastruktur ausgebaut werden. Die Planungen zum Vorgehen sollen bis zum nächsten NATO-Gipfeltreffen im Juli 2016 in Warschau abgeschlossen sein.[31][32]
- Dikwa/Nigeria: Bei einem Selbstmordanschlag zweier Frauen in einem Flüchtlingscamp im Bundesstaat Borno werden 58 Menschen getötet und 80 weitere verletzt.[33]

### Donnerstag, 11. Februar 2016

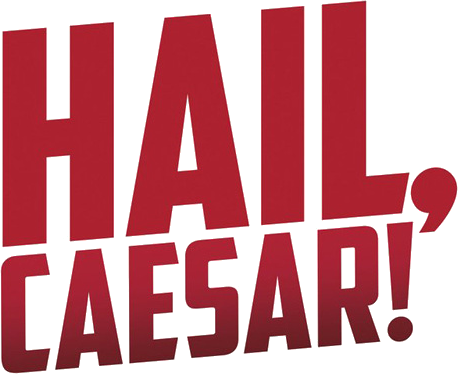
Coen-Film

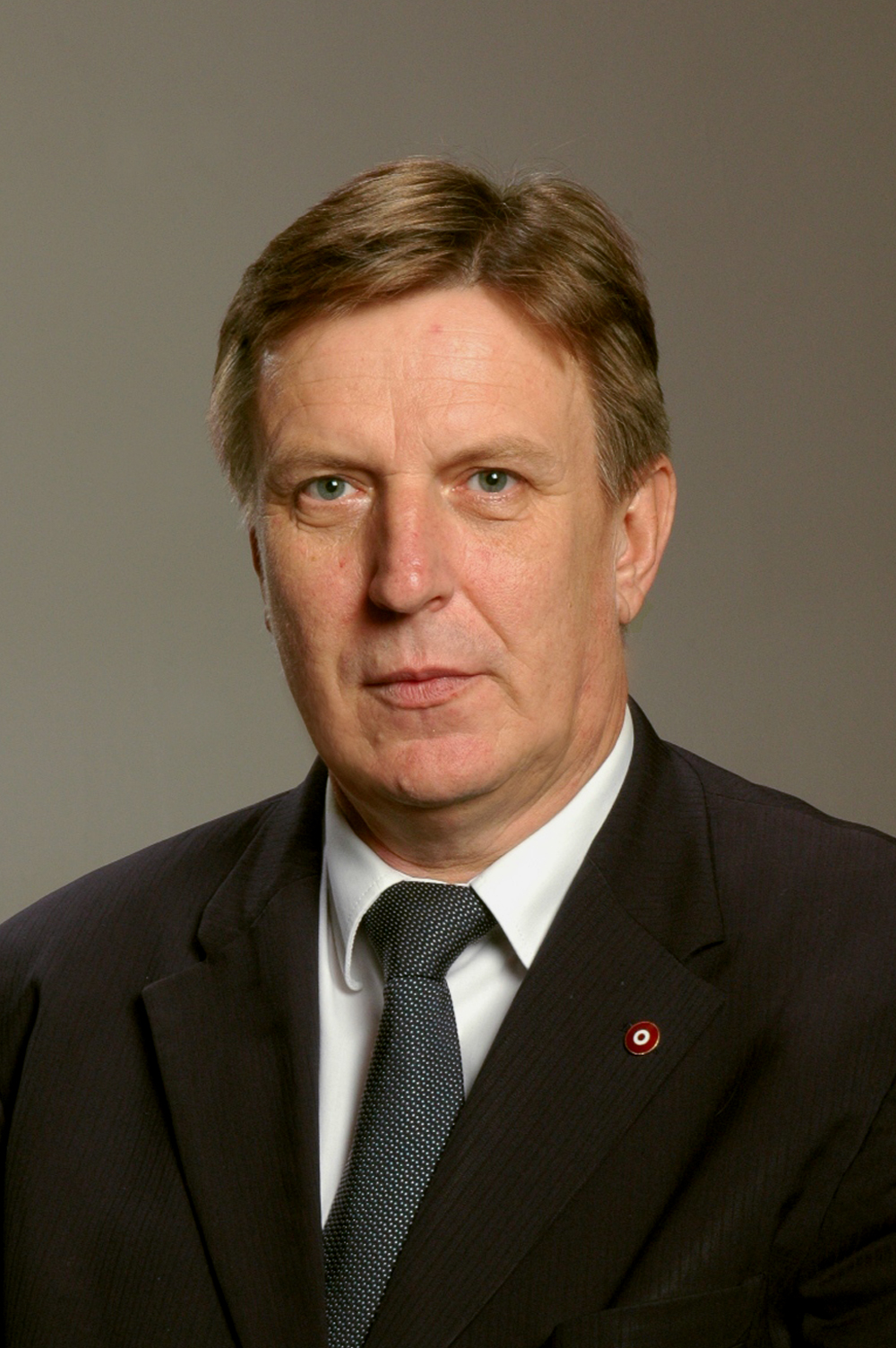
Māris Kučinskis

- Berlin/Deutschland: Die 66. Internationalen Filmfestspiele Berlin werden mit dem Film Hail, Caesar! der Regisseure Ethan und Joel Coen eröffnet.[34]
- Monterrey/Mexiko: Bei einer Revolte im Topo-Chico-Gefängnis, die auf einen Konflikt zwischen den Los Zetas und dem Golf-Kartell zurückgeführt wird, kommen mehr als 50 Personen ums Leben. Das Gefängnis galt seit Langem als überbelegt.[35][36]
- Riga/Lettland: Die Saeima wählt Māris Kučinskis zum Ministerpräsidenten und genehmigt das von ihm zusammengesetzte Kabinett.[37]
- Washington, D.C./Vereinigte Staaten: Physiker geben den ersten direkten Nachweis von Gravitationswellen mithilfe des Laser Interferometer Gravitational-Wave Observatory (LIGO) bekannt. Der Nachweis sei bereits am 14. September 2015 anhand der gemessenen Kollision zweier Schwarzer Löcher in rund 1,3 Milliarden Lichtjahren Entfernung erfolgt, die Daten hätten jedoch erst ausreichend analysiert und ausgewertet werden müssen.[38][39]

### Freitag, 12. Februar 2016
- Brüssel/Belgien: Um die europäische Stahlindustrie besser zu schützen, leitet die EU-Handelskommissarin Cecilia Malmström (ALDE) neue Antidumping-Untersuchungen gegen chinesische Stahlimporte ein und belegt Einfuhren von kaltgewalztem Flachstahl aus der Volksrepublik China und Russland mit vorläufigen Einfuhrzöllen. Außerdem werden die bestehenden Strafzölle auf Solarmodule erneut verlängert.[40]
- Havanna/Kuba: Erstmals seit dem Morgenländischen Schisma und der Spaltung des Christentums in orthodoxe und katholische Kirche treffen sich die beiden Kirchenoberhäupter Papst Franziskus und Patriarch Kyrill I. im Protokollsaal des Flughafens von Havanna, um über die Christenverfolgung in den Krisenherden im Nahen Osten, Afrika und Asien zu beraten.[41]
- Kidal/Mali: Bei einem islamistischen Angriff der Ansar Dine auf das Camp der Multidimensionalen Integrierten Stabilisierungsmission der Vereinten Nationen in Mali (MINUSMA) werden sechs Blauhelmsoldaten aus Guinea getötet und weitere 30 verletzt.[42]
- München/Deutschland: Die 52. Münchner Sicherheitskonferenz im Hotel Bayerischer Hof beginnt.

### Samstag, 13. Februar

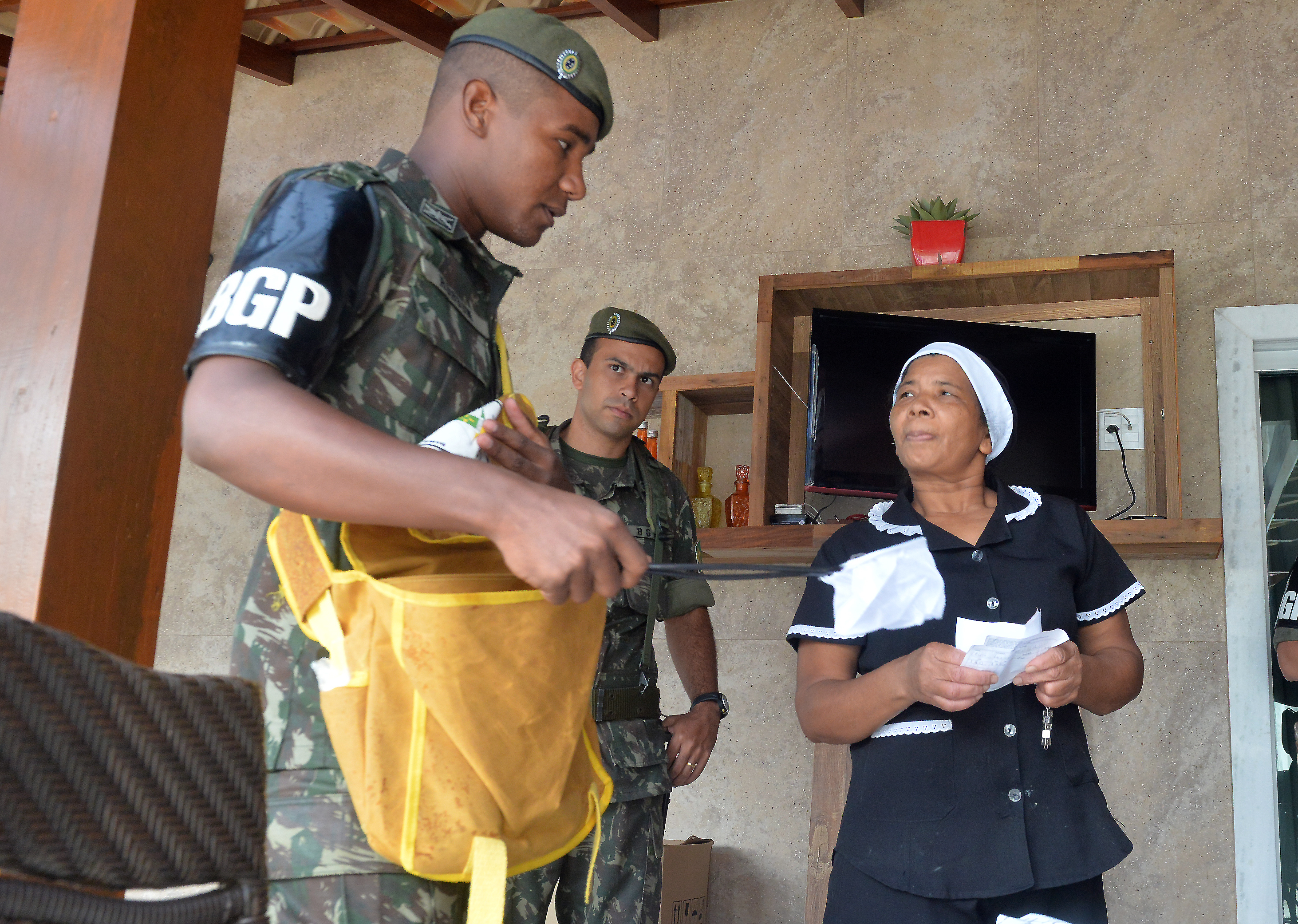
Anti-Moskito-Kampagne in Brasilien

- Aʿzāz/Syrien: Die türkische Luftwaffe greift den von kurdischen Volksverteidigungseinheiten (YPG) erst vor wenigen Tagen eingenommenen syrischen Militärflugplatz Menagh südlich von Aʿzāz an. Im Gegensatz zu anderen beteiligten Parteien wie zum Beispiel den Vereinigten Staaten, die die YPG als wichtige Verbündete im Kampf gegen den Islamischen Staat (IS) ansehen, betrachtet die Türkei die von der Partei der Demokratischen Union (PYD) unterstützten Kurdenmilizen im syrisch-türkischen Grenzgebiet nach wie vor als direkte Bedrohung.[43]
- Brasília/Brasilien: Rund 220.000 Soldaten unterstützen Tausende von Mitarbeitern der Gesundheitsbehörden im ganzen Land beim Aktionstag „Zika Zero“ zur Aufklärung der Bevölkerung im Kampf gegen die Verbreitung des Zika-Virus, das durch die Gelbfiebermücke und möglicherweise auch durch die Asiatische Tigermücke übertragen wird. In den nächsten Wochen sollen 50.000 Soldaten Moskitos und Eiablageplätze in betroffene Gebieten mit Insektiziden dauerhaft unschädlich machen.[44]

### Sonntag, 14. Februar
- Bangui/Zentralafrikanische Republik: Stichwahl um das Präsidentenamt zwischen Georges Dologuélé und Faustin-Archange Touadéra sowie Wiederholung der Parlamentswahlen vom 30. Dezember 2015, die wegen „Unregelmäßigkeiten“ annulliert worden waren.[45]
- Dschāzān/Saudi-Arabien: Patriot-Flugabwehrraketen der saudischen Streitkräfte zerstören eine mutmaßlich durch Huthi-Rebellen in Sanaa im Jemen auf Dschāzān abgeschossene ballistische Rakete vom Typ Scud.[46]
- İncirlik/Türkei: Im Rahmen ihrer Beteiligung an der von den Vereinigten Staaten geführten Internationalen Allianz gegen den „Islamischen Staat“ verlegt die Royal Saudi Air Force sechs F-15SA-Kampfflugzeuge auf den auch von der NATO genutzten türkischen Luftwaffenstützpunkt Incirlik.[47]
- München/Deutschland: Der französische Ministerpräsident Manuel Valls kündigt am Rande der Münchner Sicherheitskonferenz an, dass Frankreich nicht bereit sei, weitere Flüchtlinge aufzunehmen, und fordert eine klare Umsetzung der zuvor ausgehandelten Strategien, den Flüchtlingszustrom nach Europa dauerhaft zu reduzieren. Ein System, welches die Umverteilung von Flüchtlingen innerhalb der Europäischen Union vorsieht, lehnt er ebenfalls ab.[48]
- Port-au-Prince/Haiti: Der bisherige Senatspräsident Jocelerme Privert wird zum Übergangspräsidenten gewählt.[49]
- Washington, D.C./Vereinigte Staaten: Um eine mögliche Neubesetzung des Postens des verstorbenen Supreme-Court-Richters Antonin Scalia entscheidend beeinflussen zu können, entbrennt zwischen der Demokratischen und Republikanischen Partei ein Streit, in dem die Republikaner unter Mitch McConnell auf ein mögliches einjähriges Blockieren der von US-Präsident Barack Obama vorgesehenen Kandidatennominierung abzielen. Obama kündigt dementgegen eine zeitnahe Entscheidung an.[50]

### Montag, 15. Februar
- Ariha/Syrien: Bei einem mutmaßlich russischen Raketenangriff auf ein Krankenhaus der Organisation Ärzte ohne Grenzen (MSF) in Ma’arat Al Numan kommen mindestens neun Menschen ums Leben. Bei einem weiteren Luftangriff auf ein Krankenhaus in der Stadt Aʿzāz sterben mehr als 14 Personen.[51][52]
- Brüssel/Belgien: Der Rat für Auswärtige Angelegenheiten in der Europäischen Union gibt bekannt, die seit Anfang 2012 gegen Präsident Aljaksandr Lukaschenka sowie andere Regierungsmitglieder, Unternehmen und belarussische Staatsbürger bestehenden Sanktionen, die infolge des brutalen Vorgehens von Polizisten gegen Demonstranten bei der Präsidentschaftswahl 2010 verhängt worden waren, zum 29. Februar vollständig aufzuheben. Ein Waffenembargo bleibt allerdings vorerst für ein weiteres Jahr bestehen.[53][54]
- Los Angeles/Vereinigte Staaten: Die 58. Verleihung der Grammy Awards findet statt.
- Prag/Tschechien: Auf dem Gipfeltreffen der mitteleuropäischen Visegrád-Gruppe sprechen sich die Regierungschefs der vier Mitgliedsstaaten Polen, Tschechien, Slowakei und Ungarn für eine Abriegelung der Balkanroute für Migranten in Mazedonien und Bulgarien aus, sollten Griechenland und die Türkei den Zustrom weiterer Menschen nicht begrenzen können.[55]
- Sarajevo/Bosnien und Herzegowina: Der Vorsitzende des bosnischen Staatspräsidiums, Dragan Čović, reicht offiziell den Antrag auf Mitgliedschaft in der Europäischen Union ein.[56]

### Dienstag, 16. Februar
- Paris/Frankreich: Die Französische Nationalversammlung stimmt für eine dreimonatige Verlängerung des seit den Terroranschlägen vom 13. November 2015 geltenden Ausnahmezustands, der nun bis zum 26. Mai 2016 besteht und den Behörden weiterhin zusätzliche Rechte beim Vorgehen gegen Privatpersonen und vermutete Gefährder einräumt.[57]

### Mittwoch, 17. Februar
- Ankara/Türkei: Ein Autobombenanschlag auf einen Militärkonvoi der türkischen Streitkräfte fordert 28 Tote und rund 80 Verletzte. Staatspräsident Recep Tayyip Erdoğan und Ministerpräsident Ahmed Davutoglu (AKP) machen die kurdische PYD für den Angriff verantwortlich, die eine Beteiligung ihrerseits abstreitet. Zwei Tage später bekennt sich die Terrororganisation Teyrêbazên Azadîya Kurdistan (TAK) zu dem Anschlag.[58][59][60]
- Rancho Mirage/Vereinigte Staaten: Erstes Gipfeltreffen der Staats- und Regierungschefs der ASEAN-Staaten mit den Vereinigten Staaten.[61]
- Yongxing Dao/China: Satellitenaufnahmen zeigen die Stationierung mehrerer Boden-Luft-Lenkwaffensysteme des Typs HQ-9, einer chinesischen Weiterentwicklung der russischen S-300P, durch die Volksbefreiungsarmee auf der zu den Paracel-Inseln gehörenden Koralleninsel Yongxing Dao (Woody Island). Die Insel steht seit über 40 Jahren unter der Kontrolle Chinas, wird aber auch von Vietnam und Taiwan beansprucht.[62][63]

### Donnerstag, 18. Februar 2016

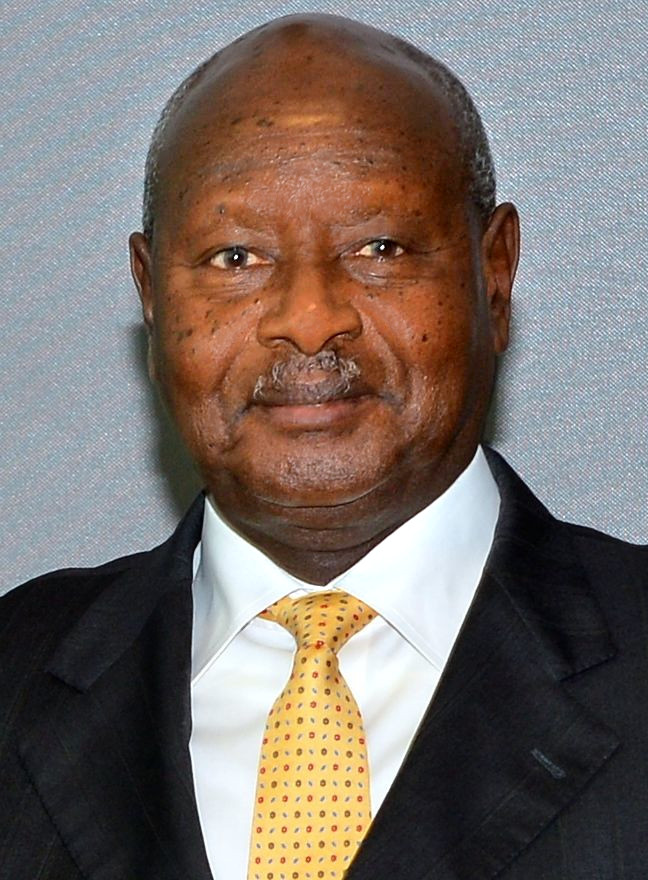
Zum fünften Mal im Präsidentenamt bestätigt: Yoweri Museveni

- Brüssel/Belgien: Beginn des zweitägigen Gipfeltreffens des Europäischen Rates unter dem Vorsitz von Donald Tusk. Im Mittelpunkt stehen das geplante Referendum der Briten über einen Verbleib des Vereinigten Königreiches in der Europäischen Union (EU) und das Beraten von gefassten und geplanten Beschlüssen zur Findung einer Lösung der anhaltenden Flüchtlingskrise.[64]
- Clausnitz/Deutschland: In dem ostdeutschen Ortsteil kommt es zu massiven fremdenfeindlichen Ausschreitungen gegen Flüchtlinge.[65]
- Kampala/Uganda: Präsidentschafts- und Parlamentswahl in Uganda. Während der Wahlen kommt es zu Zusammenstößen zwischen Demonstranten und Polizisten. Drei Tage nach der Wahl mit zahlreichen Unregelmäßigkeiten wird Präsident Yoweri Museveni mit 61 Prozent der Stimmen erneut und zum fünften Mal im Amt bestätigt.[66][67]
- Kintampo/Ghana: Bei einem Zusammenstoß eines Überlandbusses der staatlichen Metro Mass Transit Busses mit einem Lastkraftwagen sterben 61 Menschen und 25 weitere werden verletzt.[68]
- Shanghai/China: Nach der Fusion der staatseigenen Großreedereien COSCO und der China Shipping Group (mit der Tochter CSCL) zur China Cosco Shipping Corporation (COSCOCS) nimmt diese den Betrieb mit rund 180.000 Mitarbeitern und einer Flotte von 830 Schiffen auf.[69]

### Freitag, 19. Februar 2016
- Brüssel/Belgien: Der ständige NATO-Einsatzverband Standing NATO Maritime Group 2 (SNMG2) beginnt seinen geplanten Einsatz zur Aufklärung, Überwachung und Beobachtung von Boots- und Schiffsbewegungen im Ägäischen Meer zwischen Griechenland und der Türkei. Die Mission soll mit der EU-Frontex-Mission „Poseidon Sea“ kooperieren und den unkontrollierten Flüchtlingsstrom in Richtung Europa eindämmen.[70]
- Meme/Kamerun: Zwei Selbstmordattentäter töten auf einen Gemüsemarkt nahe der Grenze zu Nigeria 24 Menschen und verletzten weitere 112 Personen. Es wird vermutet, dass die Täter der Terrorgruppe Boko Haram angehörten.[71]
- Sabrata/Libyen: F-15E-Kampfflugzeuge der US-Luftwaffe bombardieren ein rund 70 Kilometer westlich von Tripolis gelegenes Trainingscamp der Terrororganisation Islamischer Staat (IS) und töten dabei mindestens 40 Menschen. Der Angriff gilt als erste Präventionsmaßnahme, um ein weiteres Ausbreiten der Islamisten in der ebenfalls von Bürgerkrieg erfassten Region zu vermeiden. Bei dem Angriff sterben auch zwei Beamte der serbischen Botschaft, die im November 2015 verschleppt wurden.[72][73]

### Samstag, 20. Februar

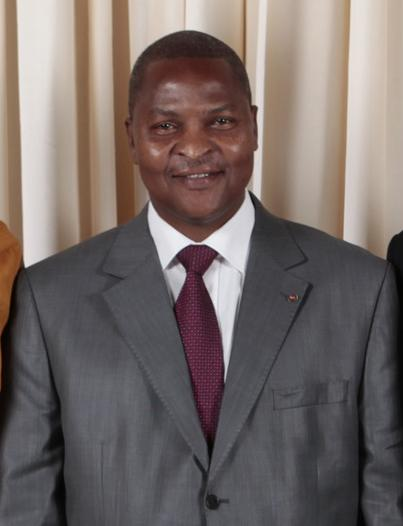
Faustin-Archange Touadéra

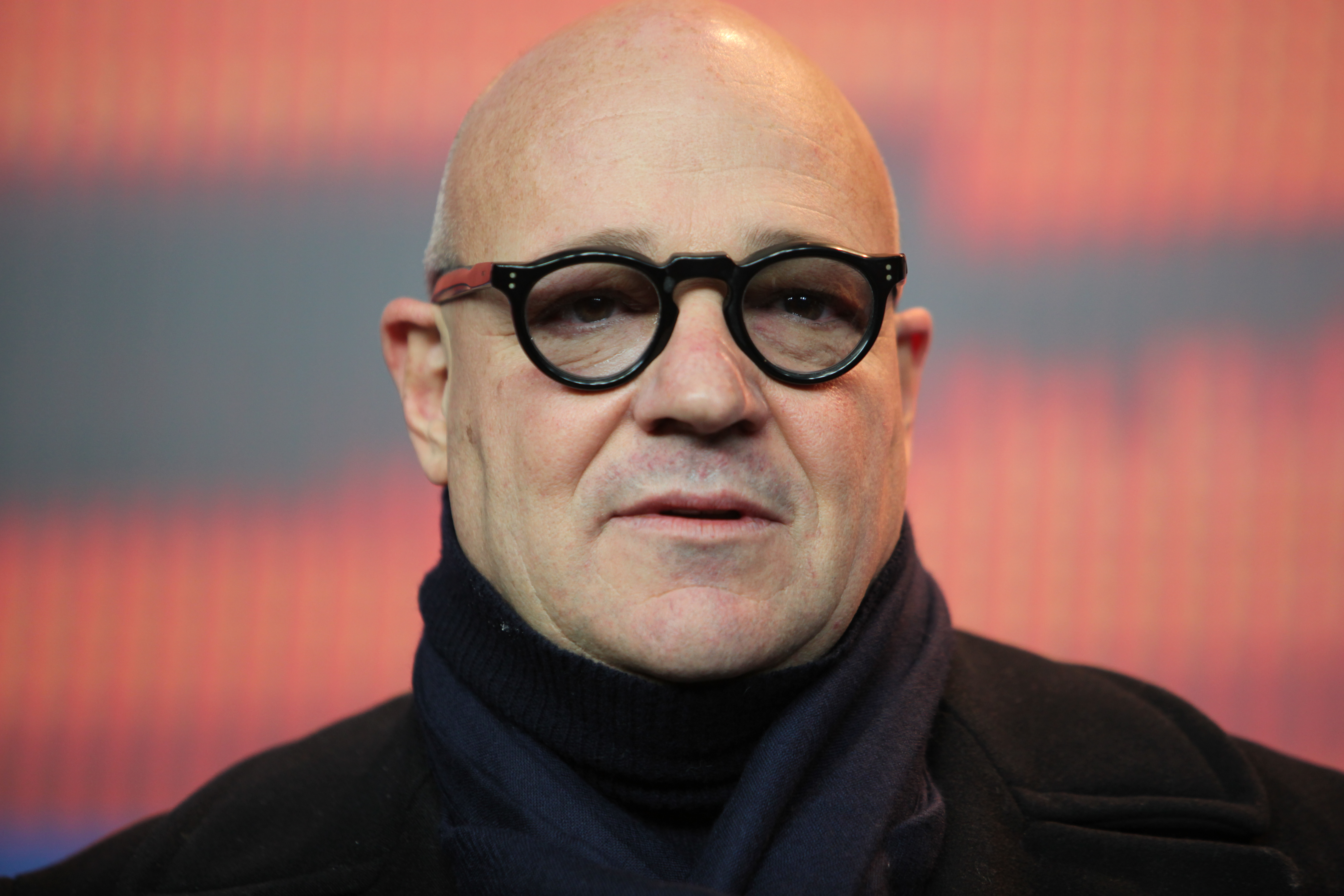
Gianfranco Rosi

- Bangui/Zentralafrikanische Republik: Der frühere Regierungschef Faustin-Archange Touadéra geht mit über 62 Prozent der Stimmen als Sieger der Präsidentschafts-Stichwahl vom 14. Februar hervor.[74]
- Berlin/Deutschland: Die Jury der 66. Internationalen Filmfestspiele Berlin zeichnet den Film Seefeuer von Regisseur Gianfranco Rosi als besten Beitrag des Festivals mit dem Goldenen Bären aus.[75]
- Chandigarh/Indien: In mehreren Städten im nordindischen Bundesstaat Haryana kommt es zu gewaltsamen Ausschreitungen mit zehn Toten und rund 150 Verletzten, da die Jat für ihre Volksgruppe Arbeitsplatzquoten in Behörden und im Bildungswesen fordern. Es wird eine Ausgangssperre verhängt und Soldaten der indischen Armee eingesetzt. Tausende Demonstranten riegeln die Zentralverwaltung ab und setzen zehn Bahnhöfe in Brand. Ein Teil der Demonstranten legt außerdem die Wasserversorgung der indischen Hauptstadt Neu-Delhi über den Haryana-Kanal lahm.[76][77]

### Sonntag, 21. Februar
- Damaskus/Syrien: Bei einer Anschlagsserie mit einer Autobombe und zwei Selbstmordattentätern sterben in Sayyidah Zaynab, rund zehn Kilometer südlich der Hauptstadt, mindestens 31 Menschen.[78]
- Homs/Syrien: Durch die Explosion zweier Autobomben werden mindestens 57 Menschen im überwiegend von Alawiten bewohnten Stadtteil Sahraa getötet. Im syrischen Bürgerkrieg war die Stadt bis 2014 eine Hochburg der Freien Syrischen Armee, wird seitdem wieder großteils von Regierungstruppen kontrolliert.[79]
- La Paz/Bolivien: Das Referendum zur Verfassungsänderung, das Präsident Evo Morales (MAS) eine weitere Amtszeit über den nächsten Wahltermin im Jahr 2019 hinaus ermöglichen soll, scheitert.[80]
- Moroni/Komoren: Bei den Präsidentschaftswahlen erreicht keiner der Kandidaten die absolute Mehrheit, sodass ein zweiter Wahlgang erforderlich sein wird. Vizepräsident Mohamed Ali Soilihi steht dem Gouverneur des Teilstaates Grande Comore, Mouigni Baraka, gegenüber.[81]
- Niamey/Niger: Bei den Präsidentschaftswahlen strebt Präsident Mahamadou Issoufou (PNDS-Tarayya) eine zweite fünfjährige Amtszeit an, während sich sein größter oppositioneller Gegenkandidat, der frühere Premierminister des Landes, Hama Amadou (MODEN-FA Lumana Africa), in Haft befindet. Zeitgleich finden auch die Parlamentswahlen statt.[82]
- Skopje/Mazedonien: Nach Serbien untersagt auch Mazedonien afghanischen Flüchtlingen die Ein- und Durchreise. Nur noch Flüchtlinge aus den Bürgerkriegsstaaten Syrien und dem Irak dürfen die Grenze passieren.[83]
- Suva/Fidschi: Der stärkste je über Fidschi gemessene Wirbelsturm, der Zyklon Winston, überquert den pazifischen Inselstaat und richtet dort schwere Verwüstungen an. In Fidschi sterben mindestens 42 Personen. Auch andere Südpazifiknationen wie Tonga und Niue werden von dem Zyklon schwer getroffen.[84]

### Montag, 22. Februar
- Harare/Simbabwe: Die simbabwische Regierung beschlagnahmt sieben Diamantenminen in den östlichen Marange-Diamantenfelder. Die Lizenzen der Marange Resources, Anjin Investments Ltd., Diamond Mining Company, Gyn Nyame Resources, Jinan Mining Ltd., Kusena Diamonds und der Mbada Diamonds waren abgelaufen. Neuer Betreiber ist eine erst vor einem Monat gegründete staatseigene Gesellschaft.[85]

### Dienstag, 23. Februar
- Baton Rouge/Vereinigte Staaten: Mehrere Tornados richten vor allem im US-Staat Louisiana schwere Schäden an. Drei Personen kommen dabei ums Leben.[86]

### Mittwoch, 24. Februar
- Berlin/Deutschland: Das Bundesministerium des Innern unter Thomas de Maizière (CDU) erteilt den vom Bundeskriminalamt (BKA) entwickelten sogenannten „Bundestrojaner“ die Freigabe. Die Software dient der Telekommunikationsüberwachung (TKÜ) bei Computern und Smartphones. Eine Billigung durch die Bundesbeauftragte für den Datenschutz und die Informationsfreiheit Andrea Voßhoff (CDU) ist nicht vorgesehen.[87]
- Budapest/Ungarn: Premierminister Viktor Orbán kündigt ein Referendum über die von der Europäischen Union vorgesehene Verteilung von Flüchtlingen an, bei dem die ungarischen Bürger für oder gegen eine verbindliche Quote zur Flüchtlingsan- beziehungsweise -umsiedlung stimmen sollen.[88]
- Dana/Nepal: Beim Absturz des Tara-Air-Fluges 193 im nepalesischen Distrikt Myagdi sterben alle 23 Insassen.[89]
- London/Vereinigtes Königreich: 36. Verleihung der BRIT Awards.

### Donnerstag, 25. Februar
- Calais/Frankreich: Das französische Verwaltungsgericht in Lille weist Einsprüche zurück und ebnet den Weg zur Teilräumung des als „Dschungel von Calais“ bekannten Flüchtlingslagers, in dem sich etwa 3700 Migranten aufhalten, die zumeist illegal ins Vereinigte Königreich gelangen wollen.[90]
- Köln/Deutschland: Die 17-jährige Niedersächsin Jamie-Lee Kriewitz gewinnt den deutschen Vorentscheid zum Eurovision Song Contest 2016 in Stockholm.[91]
- Suva/Fidschi: Wenige Tage, nachdem Zyklon Winston bei seinem Weg über den Pazifikstaat schwere Verwüstungen angerichtet hat, meldet das dortige Fremdenverkehrsamt, dass der Flugbetrieb wiederhergestellt und viele Hotels bereits wieder geöffnet seien.[92]

### Freitag, 26. Februar 2016

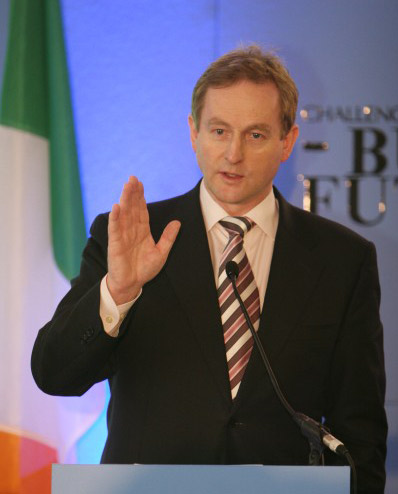
Enda Kenny, amtierender Taoiseach von Irland

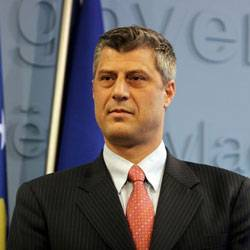
Hashim Thaçi

- Brüssel/Belgien: Der EU-Kommissar für Umwelt, Maritime Angelegenheiten und Fischerei, Karmenu Vella, stellt den europäischen Aktionsplan zur Bekämpfung des illegalen Artenhandels vor, der insgesamt 32 einzelne Maßnahmen umfasst und zum Ziel hat, Angebot und Nachfrage nach illegalen Produkten aus Tier- und Pflanzenarten zu verringern.[93]
- Dublin/Irland: Bei den Wahlen zum Dáil Éireann 2016 werden die 158 Abgeordneten des irischen Unterhauses gewählt. Die Auszählung dazu beginnt in Irland traditionell erst am nächsten Tag. Nach Umfragen zeichnet sich ein Ende der regierenden Koalition aus Fine Gael und der Irish Labour Party ab.[94]
- Mogadischu/Somalia: Bei einem durch die Islamistenmiliz Al-Shabaab durchgeführten Angriff auf das bei ausländischen Diplomaten und Geschäftsleuten beliebte und besonders abgesicherte SYL-Hotel werden im Regierungsviertel der Hauptstadt mindestens 22 Menschen getötet.[95][96]
- Priština/Kosovo: Der ehemalige Premierminister Hashim Thaçi (PDK) wird im dritten Wahlgang zum neuen Präsidenten gewählt. Er tritt sein Amt am 6. März 2016 an.[97]
- Teheran/Iran: Beginn der Parlamentswahlen und der Wahl zum Expertenrat, an denen sich rund 60 Prozent der 55 Millionen Wahlberechtigten beteiligen.[98]
- Workuta/Russland: Eine Methangasexplosion in der Sewernaja-Kohlemine des Unternehmens Vorkutaugol (Tochterunternehmen des Severstal-Konzerns) fordert 36 Tote.[99]
- Zürich/Schweiz: Bei der Präsidentschaftswahl der FIFA setzt sich der Schweizer Gianni Infantino im zweiten Wahlgang gegen den bahrainischen Mitfavoriten Salman bin Ibrahim Al Chalifa durch. Infantinos erste Amtszeit reicht bis zum Jahr 2019.[100]

### Samstag, 27. Februar
- Damaskus/Syrien: Die zwischen Russland und den Vereinigten Staaten ausgehandelte Feuerpause im Bürgerkriegsland, zu der sich auch die syrische Regierung unter Baschar al-Assad, das in Saudi-Arabien gegründete Hohe Verhandlungskomitee (HNC) der Oppositionsvertreter und über 100 verschiedene Milizen bereit erklärten, beginnt. Vom Waffenstillstand ausgenommen ist die Terrororganisation Islamischer Staat (IS) und die al-Qaida-nahe al-Nusra-Front. Ein Einhalten der Waffenruhe ist Bedingung für eine Fortsetzung der Friedensgespräche zur Lösungsfindung des Konflikts unter Vorsitz der Vereinten Nationen (UN).[101]
- Kabul/Afghanistan: Bei einem Selbstmordanschlag der islamistischen Taliban vor dem Verteidigungsministerium sterben mindestens zwölf Menschen, darunter zwei Soldaten. 45 Menschen werden verletzt. Bei einem weiteren Selbstmordanschlag auf einen Stammesältesten in Asadabad in der Provinz Kunar sterben 14 Menschen und weitere 40 werden verletzt.[102]
- München/Deutschland: Auf der Bundesversammlung der Sudetendeutschen Landsmannschaft (SL) wird als Zeichen des Aussöhnungs- und Verständigungskurs zwischen Tschechen und Sudetendeutschen eine Satzungsänderung beschlossen, in der sich die Landsmannschaft künftig nicht weiter dafür einsetzen wird, die alte Heimat „wiederzugewinnen“.[103]
- Sanaa/Jemen: Bei einem saudischen Luftangriff im Rahmen der Operation Restoring Hope auf drei Fahrzeuge mit mutmaßlichen Huthi-Rebellen auf dem Markt in Naqīl Bin Ghaylān im Gouvernement Sanaa werden mindestens 25 Menschen getötet.[104]
- Tall Abyad/Syrien: Die Terrororganisation Islamischer Staat (IS) greift die von kurdischen Volksverteidigungseinheiten (YPG) gehaltene syrische Grenzstadt zur Türkei an. US-amerikanische Kampfflugzeuge unterstützen die YPG im Rahmen der Operation Inherent Resolve bei der Verteidigung. Bei den Kämpfen kommen mindestens 45 IS-Milizionäre sowie 20 YPG-Kämpfer und ihre Verbündeten ums Leben.[105][106]

### Sonntag, 28. Februar 2016

Der Film Revenant verhilft Leonardo DiCaprio zum Oscar

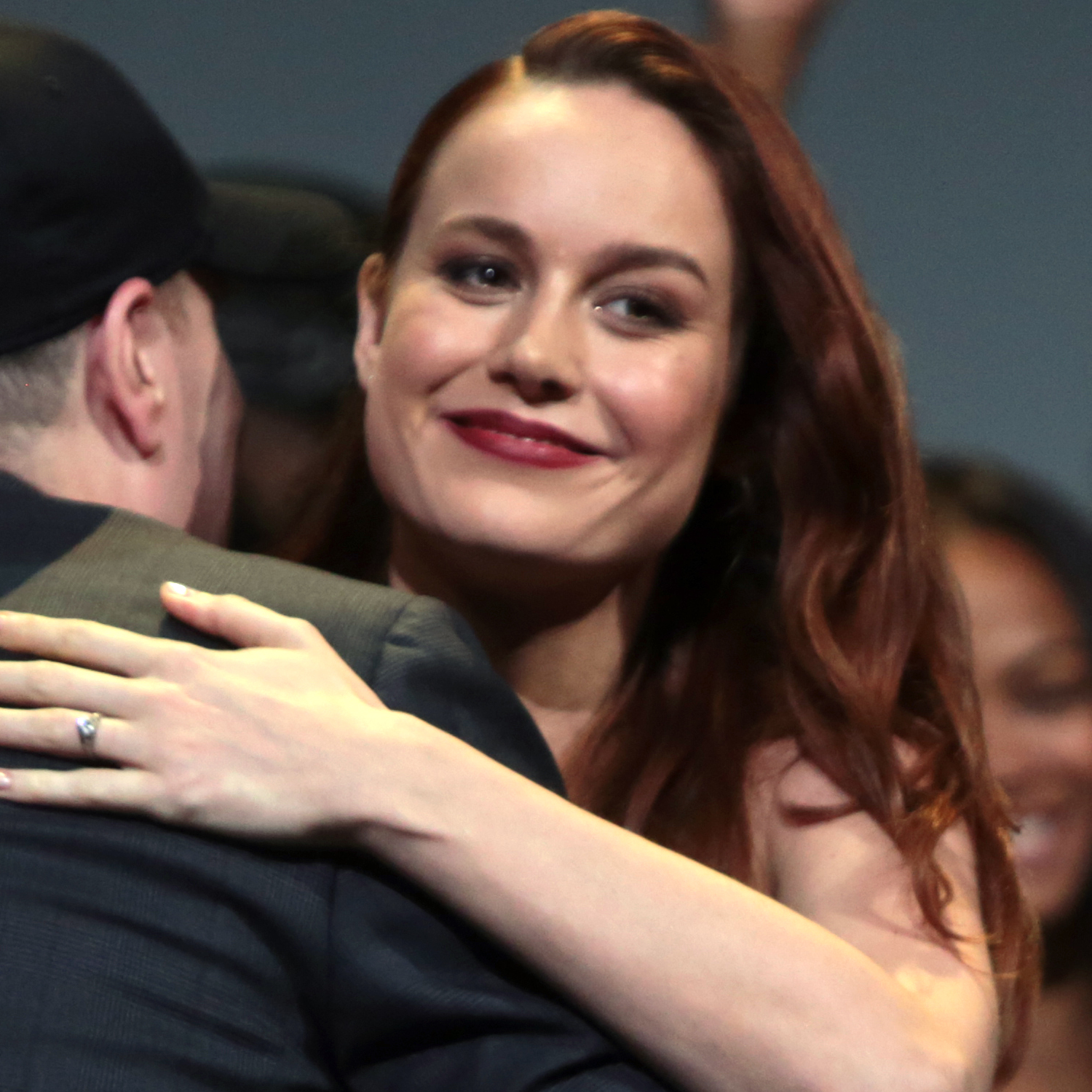
Brie Larson

- Bern/Schweiz: Vier Eidgenössische Volksabstimmungen finden statt: Sanierung des Gotthard-Strassentunnels, Spekulationsstoppinitiative (Verbot von spekulativen Finanzgeschäften, die sich auf Agrarrohstoffe und Nahrungsmittel beziehen), Familieninitiative („Für Ehe und Familie – gegen die Heiratsstrafe“) sowie die Durchsetzungsinitiative zur Ausschaffung krimineller Ausländer.[107]
- Innsbruck/Österreich: Gemeinderats- und Bürgermeisterwahlen in Tirol.
- Los Angeles/Vereinigte Staaten: Bei der 88. Oscar-Verleihung erhält Leonardo DiCaprio den Preis als bester Hauptdarsteller in einem Kinofilm. Seit seiner Hauptrolle in Titanic, der 1997 im Kino lief, war er schon mehrmals nominiert. Die Ehrung als beste Hauptdarstellerin wird Brie Larson zuteil.[108]
- Sadr City/Irak: Bei zwei Selbstmordanschlägen der Terrororganisation Islamischer Staat (IS) auf einem Markt sterben mindestens 28 Menschen, 62 weitere werden verletzt. Auch nahe dem Flughafen Bagdad wird ein Armeeposten angegriffen, bei dem laut Regierungsangaben mindestens zwölf Angehörige der Sicherheitskräfte getötet werden.[109]

### Montag, 29. Februar 2016
- Rabat/Marokko: Marokko und Algerien zeigen sich zur Zusammenarbeit bereit, in Deutschland abgelehnte Asylbewerber aus diesen Staaten, die sich als syrische Flüchtlinge ausgaben und keine Bleibeperspektive besitzen, wieder aufzunehmen.[110]

## Weblinks

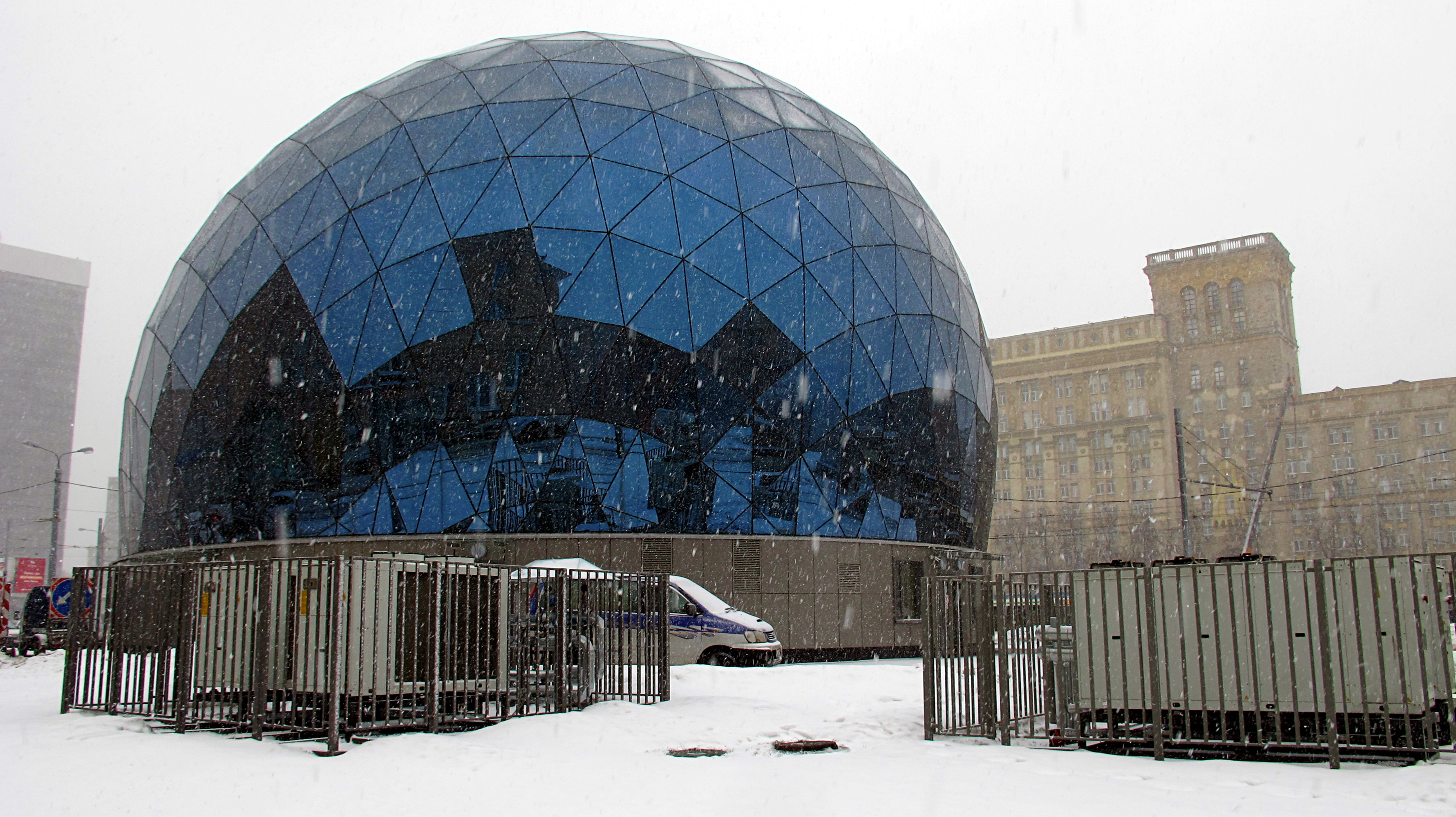
Moskau im Februar 2016